# Арруабаррена Весино, Лара
Лара Арруабаррена Весино (баск. Lara Arruabarrena Vecino; род. 20 марта 1992 года в Сан-Себастьяне, Испания) — испанская теннисистка; победительница десяти турниров WTA (два — в одиночном разряде); финалистка одного юниорского турнира Большого шлема в парном разряде (Открытый чемпионат Франции-2010).

## Общая информация
Лара — одна из двух дочерей Хуана Арруабаррены и Бланки Весино. Её сестра Ольга также пробует себя в профессиональном теннисе.
Испанка пришла в теннис в восемь лет, при содействии друга. Сейчас Арруабаррена тренируется в национальном теннисном центре в Барселоне.
В игре испанка активно передвигается по всему корту и выполняет большое число плоских ударов. Своим любимым покрытием Лара считает грунт.

## Спортивная карьера

### Начало карьеры
Свои выступления Арруабаррена начала в 2007 году. В 2008 году она выигрывает первый титул на турнирах ITF. В 2009 она выиграла у себя на родине три одиночных и два парных турнира ITF с минимальным призовым фондом 10 000 долларов. За 2010 год Лара выигрывает уже пять 10-тысячников в одиночном разряде и по одному 50, 25 и 10-тысячнику в парном. В мае в паре с Марией Тересой Торро Флор она выходит в финал юниорского Открытого чемпионата Франции. В ноябре 2010 — феврале 2011 года Лара выиграла 23 матча подряд в рамках профессионального тура, завоевав попутно 4 титула. За эти игры уроженкой страны Басков было проиграно лишь три сета. Весной 2011 года она выиграла еще два 10-тысячника. В апреле 2011 года испанка дебютирует в основных соревнованиях WTA-тура, пройдя квалификационный отбор на турнир в Марбелье. По ходу того турнира она смогла обыграть Монику Никулеску и Сандру Заглавову и в итоге пройти в четвертьфинал. Соперницей на этой стадии стала 14-я в мире на тот момент Светлана Кузнецова, которая и прошла в полуфинал. В сентябре в паре с россиянкой Екатерина Ивановой она смогла выиграть 100-тысячник ITF в Пьемонте. В октябре Лара прибавляет парный трофей на 25-тысячнике в Испании.
В феврале 2012 года 19-летняя испанская теннисистка выигрывает дебютный титул WTA. Происходит это на турнире в Боготе, где она в финале обыграла Александру Панову 6-2, 7-5. Этот успех позволил Арруабаррене в мировом рейтинге сразу подняться со 174-й до 108-й строчки. В мае того же года, пройдя три квалификационных раунда, проходит на Открытый чемпионат Франции, который стал первым в её карьере взрослым турниром серии Большого шлема. В первом раунде того розыгрыша она попадает на 14-ю в мире Ану Иванович и проигрывает, взяв за матч всего два гейма. В августе Лара также через квалификацию попадает на Открытый чемпионат США и в первом раунде обыграла Шахар Пеер, а во втором уступила Елене Янкович. После выступлений в США она впервые входит в топ-100 мирового рейтинга, а сезон завершает на высоком для себя 77-м месте.
На дебютном Открытом чемпионате Австралии в 2013 году Арруабаррена выбывает уже в первом раунде. В феврале она смогла выиграть трофей младшей серии WTA 125 в Кали. На турнире в Боготе, где испанка победила в прошлом году, она на этот раз завершает выступления на стадии четвертьфинала. На турнире Премьер-серии в Индиан-Уэлсе Лара смогла выиграть три матча, в том числе и у 16-й в мире на тот момент Роберты Винчи. В четвёртом раунде её остановила вторая сеяная на турнире Мария Шарапова. В апреле Лара выигрывает парные соревнования турнира в Катовице (совместно с Лурдес Домингес Лино). Следующий раз на корт вышла через три месяца, когда началась травяная часть сезона. На Уимблдонском турнире она проигрывает в первом раунде Лесе Цуренко. Также на старте Арруабаррена проиграла на Открытом чемпионате США. В сентябре она выходит в полуфинал турнира в Сеуле. По итогам года она заняла последнее место в топ-100.

### 2014—2016
На Австралийском чемпионате 2014 года испанка вновь выбывает в первом раунде. В апреле в Боготе она доходит до четвертьфинала, начав турнир с квалификации, а в парном разряде выигрывает титул в дуэте с Каролин Гарсией. В июле она выходит в четвертьфинал турниров в Бухаресте и Бостаде. В августе она смогла победить на 100-тысячнике ITF в Боготе. В сентябре совместно с румынской теннисисткой Ириной-Камелией Бегу выигрывает парные соревнования в Сеуле.
В розыгрыше Австралийского чемпионата 2015 года Лара впервые преодолевает первый раунд, закончив выступления на турнире во втором. В феврале в паре с Марией Тересой Торро Флор побеждает на турнире в Акапулько. В апреле 2015 года она сыграла первые матчи за сборную Испании в розыгрыше Кубка Федерации. В том же месяце на грунтовом турнире в Марракеше Арруабаррена вышла в четвертьфинал, а в мае в Нюрнберге дошла до полуфинала. На Открытом чемпионате Франции в первом раунде уступает Тимее Бачински. На Уимблдонском турнире выходит во второй раунд, где проигрывает Камиле Джорджи. В июле в шведском Бостаде во втором раунде она смогла выиграть вторую сеяную на турнире Саманту Стосур 7-6(5), 6-0 и пройти в полуфинал турнира. На Открытом чемпионате США в одиночном разряде она выбывает в первом раунде, а в парных соревнованиях, выступая с Андреей Клепач, впервые добралась до четвертьфинала Большого шлема. Затем со словенской теннисисткой она выигрывает парные соревнования в Сеуле. Сезон 2015 года она завершает четвёртый год подряд в топ-100, заняв 86-е место. В парном рейтинге она впервые по итогам года поднялась до 31-й строчки.
На Открытом чемпионате Австралии 2016 года Арруабаррена проиграла во втором раунде. В феврале она вышла в четвертьфинал в Рио-де-Жанейро. После этого турнира она смогла подняться на 28-е место парного рейтинга, которое оказалось для неё самым высоким в карьере. В апреле на турнире в Боготе испанская теннисистка смогла выйти в полуфинал в одиночках, а в парах взять титул совместно с Татьяной Марией. В июле она завоевала ещё один парный титул на грунтовом турнире в Гштаде в команде с Ксенией Кнолль. В одиночном разряде успешным для Аррауабаррены стал сентябрьский турнир в Сеуле. На кортах в Корее она выиграла второй одиночный титул WTA в карьере, обыграв в финале румынку Монику Никулеску, при этом взяв два сета в сухую — 6-0, 2-6, 6-0.

### 2017—2022
В марте 2017 года на Премьер турнире высшей категории в Майами Арруабаррена дошла до третьего раунда, где обыграла № 9 в мире на тот момент Мэдисон Киз, а затем уступила в четвёртом — Йоханне Конта. В апреле на турнире в Боготе она доиграла до финала, в котором проиграла опытной итальянке Франческа Скьявоне — 4-6, 5-7. В июле она достигла самой высокой для себя позиции в одиночном рейтинге, заняв 52-е место.
В апреле 2018 года Арруабаррена вновь дошла до финала турнира на грунте в Боготе, в котором проиграла словачке Анне Каролине Шмидловой в двух сетах: 2-6, 4-6. На Открытом чемпионате Франции того сезона ей удалось в парном разряде доиграть до четвертьфинала в сотрудничестве с Катариной Среботник.
В апреле 2019 года на турнире в Боготе в одиночном разряде Лара остановилась в шаге от третьего финала подряд на местном турнире. Она дошла до полуфинала, но проиграла австралийке Астре Шарме со счётом 5-7, 1-6. Затем Арруабаррена принимала участие в Кубке Стамбула по теннису, где дошла до четвертьфинала, но проиграла будущей финалистке турнира — теннисистке из Чехии Маркете Вондроушовой. Осенью пара Лара Арруабаррена и Татьяна Мария сумели выиграть турнир в Сеуле. Для Лары это победа стала уже третьей в парах на этом турнире в карьере с разными партнёршами.
В апреле 2021 года на успешном для себя турнире в Боготе Арруабаррена начинала с квалификации, но в итоге сумела дойти до 1/4 финала. В начале 2022 года завершила карьеру после поражения в первом круге квалификации на Открытый чемпионат Австралии.

## Итоговое место в рейтинге WTA по годам
| Год  | Одиночный рейтинг | Парный рейтинг |
| 2021 | 219               | 137            |
| 2020 | 164               | 83             |
| 2019 | 157               | 52             |
| 2018 | 84                | 39             |
| 2017 | 84                | 78             |
| 2016 | 69                | 61             |
| 2015 | 86                | 31             |
| 2014 | 88                | 64             |
| 2013 | 100               | 106            |
| 2012 | 77                | 211            |
| 2011 | 167               | 176            |
| 2010 | 396               | 307            |
| 2009 | 458               | 495            |
| 2008 | 725               |                |

## Выступления на турнирах

### Финалы турнировWTAв одиночном разряде (4)

#### Победы (2)
| Легенда:                    |
| --------------------------- |
| Турниры Большого шлема (0)* |
| Олимпиада (0)               |
| Итоговый турнир WTA (0)     |
| Premier Mandatory (0)       |
| Premier 5 (0)               |
| Premier (0)                 |
| International (2+8)         |

| Титулы по покрытиям | Титулы по месту проведения матчей турнира |
| ------------------- | ----------------------------------------- |
| Хард (1+4)*         | Зал (0+1)                                 |
| Грунт (1+4)         | Зал (0+1)                                 |
| Трава (0)           | Открытый воздух (2+7)                     |
| Ковёр (0)           | Открытый воздух (2+7)                     |

* количество побед в одиночном разряде + количество побед в парном разряде.
| №  | Дата             | Турнир            | Покрытие | Соперница в финале | Счёт        |
| 1. | 19 февраля 2012  | Богота, Колумбия  | Грунт    | Александра Панова  | 6-2 7-5     |
| 2. | 25 сентября 2016 | Сеул, Южная Корея | Хард     | Моника Никулеску   | 6-0 2-6 6-0 |

#### Поражения (2)
| №  | Дата           | Турнир               | Покрытие | Соперница в финале     | Счёт    |
| 1. | 15 апреля 2017 | Богота, Колумбия     | Грунт    | Франческа Скьявоне     | 4-6 5-7 |
| 2. | 15 апреля 2018 | Богота, Колумбия (2) | Грунт    | Анна Каролина Шмидлова | 2-6 4-6 |

### Финалы турнировWTA 125иITFв одиночном разряде (15)

#### Победы (13)
| Легенда:                     |
| ---------------------------- |
| WTA 125 (1+1)*               |
| 100.000 USD (1+2)            |
| 80.000 (75.000)** USD (0)    |
| 60.000 (50.000)** USD (0+1)  |
| 25.000 USD (0+3)             |
| 15.000 (10.000)** USD (11+3) |

** призовой фонд до 2017 года
| Титулы по покрытиям | Титулы по месту проведения матчей турнира |
| ------------------- | ----------------------------------------- |
| Хард (1+1)*         | Зал (0)                                   |
| Грунт (12+9)        | Зал (0)                                   |
| Трава (0)           | Открытый воздух (13+10)                   |
| Ковёр (0)           | Открытый воздух (13+10)                   |

* количество побед в одиночном разряде + количество побед в парном разряде.
| №   | Дата             | Турнир               | Покрытие | Соперница в финале     | Счёт        |
| 1.  | 5 июля 2008      | Овьедо, Испания      | Хард     | Хермон Брхане          | 7-6(2) 6-4  |
| 2.  | 26 апреля 2009   | Торренте, Испания    | Грунт    | Марта Марреро          | 6-2 6-3     |
| 3.  | 20 сентября 2009 | Лерида, Испания      | Грунт    | Диана Энаке            | 6-3 5-7 6-2 |
| 4.  | 24 октября 2009  | Севилья, Испания     | Грунт    | Неда Козич             | 6-1 6-2     |
| 5.  | 9 мая 2010       | Бадалона, Испания    | Грунт    | Евгения Криворучко     | 6-4 6-3     |
| 6.  | 7 ноября 2010    | Мальорка, Испания    | Грунт    | Сандра Солер Сола      | 6-3 6-3     |
| 7.  | 14 ноября 2010   | Мальорка, Испания    | Грунт    | Мария Жуан Кёлер       | 7-6(2) 6-3  |
| 8.  | 28 ноября 2010   | Валь-де-Ушо, Испания | Грунт    | Нанули Пипия           | 7-5 7-6(6)  |
| 9.  | 5 декабря 2010   | Винарос, Испания     | Грунт    | Кристина Дину          | 6-2 6-0     |
| 10. | 13 февраля 2011  | Мальорка, Испания    | Грунт    | Конни Перрен           | 6-1 6-2     |
| 11. | 13 марта 2011    | Мадрид, Испания      | Грунт    | Летисия Костас Морейра | 6-4 6-2     |
| 12. | 17 февраля 2013  | Кали, Колумбия       | Грунт    | Каталина Кастаньо      | 6-3 6-2     |
| 13. | 17 августа 2014  | Богота, Колумбия     | Грунт    | Юханна Ларссон         | 6-1 6-3     |

#### Поражения (2)
| №  | Дата            | Турнир                          | Покрытие | Соперница в финале   | Счёт        |
| 1. | 26 октября 2008 | Сант-Кугат-дель-Вальес, Испания | Грунт    | Ева Фернандес Брюгес | 4-6 5-7     |
| 2. | 3 апреля 2016   | Оспри, США                      | Грунт    | Мэдисон Бренгл       | 6-4 4-6 3-6 |

### Финалы турнировWTAв парном разряде (14)

#### Победы (8)
| №  | Дата             | Турнир                | Покрытие    | Партнёрша               | Соперницы в финале                | Счёт               |
| 1. | 14 апреля 2013   | Катовице, Польша      | Грунт (зал) | Лурдес Домингес Лино    | Ралука Олару Валерия Соловьёва    | 6-4 7-5            |
| 2. | 12 апреля 2014   | Богота, Колумбия      | Грунт       | Каролин Гарсия          | Ваня Кинг Шанель Схеперс          | 7-6(5) 6-4         |
| 3. | 21 сентября 2014 | Сеул, Южная Корея     | Хард        | Ирина-Камелия Бегу      | Мона Бартель Мэнди Минелла        | 6-3 6-3            |
| 4. | 28 февраля 2015  | Акапулько, Мексика    | Хард        | Мария Тереса Торро Флор | Андреа Главачкова Луция Градецкая | 7-6(2) 5-7 [13-11] |
| 5. | 27 сентября 2015 | Сеул, Южная Корея (2) | Хард        | Андрея Клепач           | Кики Бертенс Юханна Ларссон       | 2-6 6-3 [10-6]     |
| 6. | 17 апреля 2016   | Богота, Колумбия (2)  | Грунт       | Татьяна Мария           | Андреа Гамис Габриэла Се          | 6-2 4-6 [10-8]     |
| 7. | 17 июля 2016     | Гштад, Швейцария      | Грунт       | Ксения Кнолль           | Анника Бек Евгения Родина         | 6-1 3-6 [10-8]     |
| 8. | 22 сентября 2019 | Сеул, Южная Корея (3) | Хард        | Татьяна Мария           | Хэйли Картер Луиза Стефани        | 7-6(7) 3-6 [10-7]  |

#### Поражения (6)
| №  | Дата            | Турнир              | Покрытие | Партнёрша       | Соперницы в финале                   | Счёт           |
| 1. | 12 октября 2014 | Осака, Япония       | Хард     | Татьяна Мария   | Сюко Аояма Рената Ворачова           | 1-6 2-6        |
| 2. | 23 мая 2015     | Нюрнберг, Германия  | Грунт    | Ралука Олару    | Анабель Медина Гарригес Чжань Хаоцин | 4-6 6-7(5)     |
| 3. | 26 июля 2015    | Бадгастайн, Австрия | Грунт    | Луция Градецкая | Данка Ковинич Штефани Фогт           | 6-4 4-6 [3-10] |
| 4. | 8 августа 2015  | Вашингтон, США      | Хард     | Андрея Клепач   | Белинда Бенчич Кристина Младенович   | 5-7 6-7(7)     |
| 5. | 18 октября 2015 | Гонконг             | Хард     | Андрея Клепач   | Ализе Корне Ярослава Шведова         | 5-7 4-6        |
| 6. | 22 июля 2018    | Гштад, Швейцария    | Грунт    | Тимея Бачински  | Алекса Гуарачи Дезире Кравчик        | 6-4 4-6 [6-10] |

### Финалы турнировWTA 125иITFв парном разряде (16)

#### Победы (10)
| №   | Дата             | Турнир                        | Покрытие | Партнёрша               | Соперницы в финале                        | Счёт              |
| 1.  | 5 сентября 2009  | Мольерусса, Испания           | Хард     | Карла Росет Франко      | Татьяна Буа Инес Феррер Суарес            | 6-3 2-6 [10-6]    |
| 2.  | 28 ноября 2009   | Валь-де-Ушо, Испания          | Грунт    | Аманда Каррерас         | Йера Кампос Молина Сандра Солер Сола      | 6-4 3-6 [11-9]    |
| 3.  | 3 июля 2010      | Мон-де-Марсан, Франция        | Грунт    | Инес Феррер Суарес      | Надежда Кичёнок Констанс Сибиль           | 6-3 6-1           |
| 4.  | 9 октября 2010   | Мадрид, Испания               | Грунт    | Мария Тереса Торро Флор | Ирина-Камелия Бегу Елена Богдан           | 6-4 7-5           |
| 5.  | 6 ноября 2010    | Мальорка, Испания             | Грунт    | Инес Феррер Суарес      | Мария Жуан Кёлер Августа Цыбышева         | 7-5 6-2           |
| 6.  | 10 сентября 2011 | Бьелла, Италия                | Грунт    | Екатерина Иванова       | Рената Ворачова Жанетта Гусарова          | 6-3 0-6 [10-3]    |
| 7.  | 23 октября 2011  | Севилья, Испания              | Грунт    | Эстрелья Кабеса Кандела | Летисия Костас Морейра Инес Феррер Суарес | 6-4 6-4           |
| 8.  | 17 августа 2014  | Богота, Колумбия              | Грунт    | Флоренсия Молинеро      | Мелани Клаффнер Патриция Майр-Ахлайтнер   | 6-2 6-0           |
| 9.  | 4 августа 2019   | Карлсруэ, Германия            | Грунт    | Рената Ворачова         | Хань Синьюнь Юань Юэ                      | 6-7(2) 6-4 [10-4] |
| 10. | 13 октября 2019  | Рибарроха-дель-Турия, Испания | Грунт    | Сара Эррани             | Мари Бенуа Йоана Лоредана Рошка           | 3-6 6-4 [10-8]    |

#### Поражения (6)
| №  | Дата            | Турнир                         | Покрытие | Партнёрша               | Соперницы в финале                | Счёт           |
| 1. | 25 апреля 2009  | Торренте, Испания              | Грунт    | Карла Росет Франко      | Мартина Качотти Николь Клерико    | 5-7 6-0 [9-11] |
| 2. | 13 августа 2010 | Коксейде, Бельгия              | Грунт    | Мария Тереса Торро Флор | Николь Клерико Юстина Оцга        | 7-5 4-6 [6-10] |
| 3. | 27 ноября 2010  | Валь-де-Ушо, Испания           | Грунт    | Бенедетта Давато        | Андреа Гамис Аманда Каррерас      | 6-7(5) 3-6     |
| 4. | 15 июля 2012    | Биарриц, Франция               | Грунт    | Моника Пуиг             | Северин Бельтрам Лора Торп        | 2-6 3-6        |
| 5. | 13 октября 2013 | Сан-Кугат-дель-Вальес, Испания | Грунт    | Аманда Каррерас         | Татьяна Буа Андреа Гамис          | 6-4 2-6 [7-10] |
| 6. | 1 июня 2014     | Градо, Италия                  | Грунт    | Флоренсия Молинеро      | Вероника Сепеде Роиг Штефани Фогт | 4-6 2-6        |